# Syllepte pauperalis
Syllepte pauperalis is een vlinder uit de familie van de grasmotten (Crambidae), uit de onderfamilie van de Spilomelinae. De wetenschappelijke naam van deze soort is voor het eerst voorgesteld door Hubert Marion in een publicatie uit 1954.
De soort komt voor in Madagaskar.